# Myślino Kołobrzeskie
Myślino Kołobrzeskie – zlikwidowany przystanek kolei wąskotorowej (Kołobrzeska Kolej Wąskotorowa) w Myślinie, w województwie zachodniopomorskim, w Polsce.